# Поппенхаузен (Нижняя Франкония)
Поппенхаузен (нем. Poppenhausen) — община в Германии, в земле Бавария.
Подчиняется административному округу Нижняя Франкония. Входит в состав района Швайнфурт. Население составляет 4042 человека (на 31 декабря 2010 года). Занимает площадь 39,13 км².
Община подразделяется на 6 сельских округов.

## Население
По оценке на 31 декабря 2015 года население общины Поппенхаузен составляет 4364 чел. 

| Дата      | 1840 | 1871 | 1900 | 1925 | 1939 | 1950 | 1961 | 1970 | 1987 | 2011 |
| --------- | ---- | ---- | ---- | ---- | ---- | ---- | ---- | ---- | ---- | ---- |
| Население | 1787 | 2209 | 2184 | 2437 | 2642 | 3402 | 3328 | 3723 | 3682 | 4184 |

| Год       | 1960 | 1970 | 1980 | 1990 | 2000 | 2009 | 2010 | 2011 | 2012 | 2013 | 2014 | 2015 |
| --------- | ---- | ---- | ---- | ---- | ---- | ---- | ---- | ---- | ---- | ---- | ---- | ---- |
| Население | 3304 | 3759 | 3564 | 3989 | 4138 | 4017 | 4042 | 4190 | 4163 | 4201 | 4314 | 4364 |